# Charles Scorsese
Luciano Charles Scorsese (* 8. Mai 1913 in New York; † 23. August 1993 ebenda) war ein US-amerikanischer Schauspieler.

## Leben
Scorsese wurde in New York als Sohn von  Francesco Paolo Scorsese (Frank Paul Scorsese) (1885–1963) und dessen zweiter Ehefrau Teresa, geb. Badaglina (1883–1968), die beide aus Italien eingewandert waren, geboren. Beide stammten aus Polizzi Generosa, einer kleinen Stadt in der Nähe von Palermo. Charles Scorsese arbeitete während des größten Teils seines Lebens als Textilarbeiter. Er heiratete 1933 die Textilarbeiterin Catherine Cappa. Einer ihrer Söhne ist der erfolgreiche Regisseur Martin Scorsese, der beiden mehrere Nebenrollen in seinen Filmen gab. 1974 spielte Charles Scorsese in Italianamerican, einer Dokumentation über die Familie Scorsese, sich selbst. Sein Schauspieldebüt hatte er in Raging Bull im Jahre 1980. Seine wahrscheinlich bekannteste Rolle war die des Mafiagangsters Vinnie in GoodFellas (1990). 

## Privatleben
Charles Scorsese war mit Catherine Scorsese verheiratet. Er starb im August 1993 im Alter von 80 Jahren.
Sein Sohn ist der Schauspieler und Regisseur Martin Scorsese.

## Filmografie
- 1974: Italianamerican
- 1980: Wie ein wilder Stier (Raging Bull)
- 1983: The King of Comedy
- 1983: Easy Money – Spür die Angst (Snabba Cash)
- 1985: Die Zeit nach Mitternacht (After Hours)
- 1986: Wise Guys – Zwei Superpflaumen in der Unterwelt (Wise Guys)
- 1986: Die Farbe des Geldes (The Color of Money)
- 1990: GoodFellas – Drei Jahrzehnte in der Mafia (Goodfellas)
- 1991: Auf die harte Tour (The Hard Way)
- 1991: Kap der Angst (Cape Fear)
- 1993: Zeit der Unschuld (The Age of Innocence)